# Homem-Aranha
O Homem-Aranha (Spider-Man), o alter ego de Peter Parker, é um super-herói das revistas em quadrinhos publicadas pela Marvel Comics. Criado pelo escritor/editor Stan Lee e pelo escritor/artista Steve Ditko, o Homem-Aranha surgiu em Amazing Fantasy #15 (agosto de 1962), durante a Era de Prata dos Quadrinhos. Lee e Ditko conceberam o personagem como um órfão educado por seus tios (May Parker e Ben Parker) em Nova Iorque que, enquanto adolescente, tem de lidar com as lutas diárias naturais dessa idade em adição às lutas extraordinárias como combatente do crime. Os criadores deram-lhe superforça, superagilidade, capacidade de aderir à maioria das superfícies, habilidade de disparar teias sintéticas de aranha através de mecanismos nos pulsos — inventados pelo próprio Peter e batizados de lançadores de teia (web-shooters) — e uma reação precognitiva ao perigo chamada sentido-aranha (spider-sense) após Peter ter sido picado por uma aranha radioativa geneticamente modificada.
No início dos anos 1960, os personagens adolescentes dos quadrinhos de super-heróis eram habitualmente relegados para papéis secundários, como assistentes e coadjuvantes. Stan Lee e Steve Ditko, porém, abriram um novo território ao apresentar Peter Parker como um estudante do Queens cujas "auto-obsessões com a rejeição, inadaptações e solidão" geraram identificação nos leitores. Apesar de ter todas as características de um coadjuvante, ao contrário de outros super-heróis adolescentes como Bucky e Robin, o Homem-Aranha não tinha mentores como o Capitão América e o Batman. Ou seja, Peter Parker aprendeu sozinho que "com grandes poderes, vêm grandes responsabilidades"; essa frase fora incluída no último painel da primeira história do Homem-Aranha, contudo acabou atribuída retroativamente ao tio Ben.
Com o sucesso do personagem, a Marvel o fez aparecer em várias revistas em quadrinhos; a primeira e mais longa dessas sérias foi The Amazing Spider-Man. Ao longo dos anos, Peter Parker evoluiu de um nerd do ensino médio tímido e lerdo para um estudante universitário problemático, mas extrovertido. Depois, ele virou um professor casado e, no final dos anos 2000, um fotografo independente (freelancer). Na década de 2010, juntou-se aos Vingadores e ao Quarteto Fantástico, as equipes mais populares da Marvel. Na história de 2012 a 2014, Peter Parker morre enquanto sua mente está no corpo do seu inimigo Dr. Octopus. Octopus vive dentro do corpo de Parker e assume o papel de Homem-Aranha em The Superior Spider-Man até regressar ao seu próprio corpo. Separadamente, a Marvel também publicou histórias com versões alternativas do herói: Spider-Man 2099 conta as aventuras de Miguel O'Hara, o Homem-Aranha do futuro; Ultimate Spider-Man conta as aventuras do adolescente Peter Parker num universo alternativo; e Ultimate Comics Spider-Man retrata Miles Morales tomando o manto de Homem-Aranha depois do herói original de seu Universo ter supostamente morrido.
O Homem-Aranha é um dos personagens mais populares de toda a ficção e o super-herói mais bem-sucedido comercialmente. Como mascote da Marvel, já apareceu em inúmeras mídias, incluindo várias séries de televisão animadas e ao vivo, tiras de jornais sindicados, jogos eletrônicos e uma série de filmes em que foi interpretado por Nicholas Hammond (começando em 1977 com Homem-Aranha - O Filme, 1979 em Spider-Man: The Dragon’s Challenge como seu último filme interpretando o personagem) Tobey Maguire (começando em 2002 com Homem-Aranha, 2007 em Homem-Aranha 3 como seu último filme como protagonista, Sem Volta Para Casa como último filme interpretando o personagem), Andrew Garfield (começando em 2012 com O Espetacular Homem-Aranha, 2014 em A Ameaça de Electro como seu último filme como protagonista, Sem Volta Para Casa como seu último filme interpretando o personagem), e Tom Holland no Universo Cinematográfico Marvel (começando em 2016 com Capitão América: Guerra Civil, Homem-Aranha: Sem Volta Para Casa como seu último título, lançado em 2021). Reeve Carney desempenhou o papel de Homem-Aranha no musical da Broadway, Spider-Man: Turn Off the Dark. Geralmente, o Homem-Aranha é classificado como um dos maiores personagens de quadrinhos e o carro-chefe da Marvel Comics.

## Publicação

### Criação e desenvolvimento

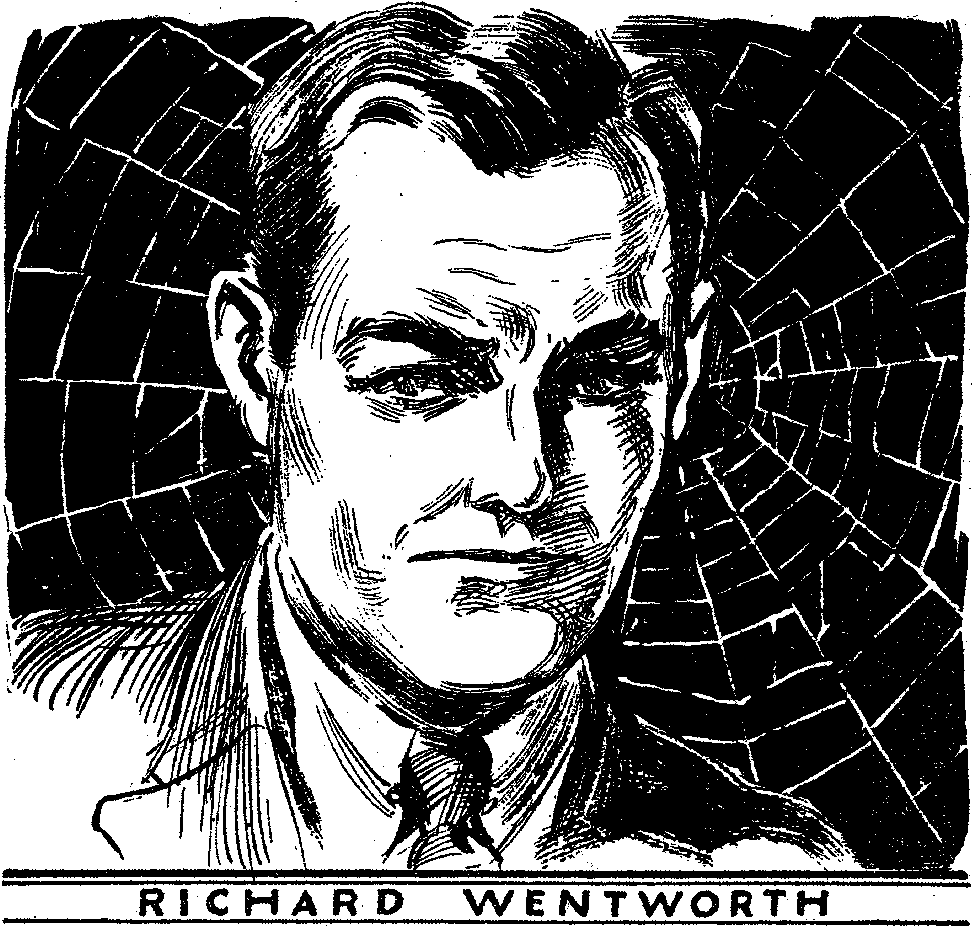
Richard Wentworth como a Spider (Aranha) na revista The Spider. Stan Lee afirmou que era o nome desse personagem que o inspirou a criar o que se tornaria Homem-Aranha.

Em 1962, com o sucesso do Quarteto Fantástico, Stan Lee lançou a ideia de um novo super-herói. Ele afirmou que a ideia do Homem-Aranha surgiu com o aumento do interesse de adolescentes em quadrinhos e com o desejo de criar um personagem com quem os jovens pudessem se identificar. Em sua autobiografia, Lee cita The Spider, um combatente do crime de uma revista pulp, como uma grande influência. Em várias entrevistas, Stan Lee indicou que foi mais inspirado por ver uma mosca escalar uma parede; em sua autobiografia, ele disse que contou esta história tantas vezes que tornou-se inseguro saber se isso é verdade ou não. Embora naquela época os super-heróis adolescentes geralmente recebessem nomes que terminavam com "boy", Lee afirmou que ele escolheu "Spider-Man" porque queria que o personagem envelhecesse à medida que a série progredia; além disso, sentia que "Spider-Boy" o faria parecer inferior a outros super-heróis. Naquela época, Lee teve que obter apenas o consentimento do editor da Marvel, Martin Goodman, para a aprovação do personagem. Em uma entrevista de 1986, Lee descreveu em detalhes seus argumentos para superar as objeções de Goodman. Goodman finalmente concordou com um teste para o Homem-Aranha na edição final da série de ficção científica e sobrenatural, Amazing Adult Fantasy, que foi renomeada para Amazing Fantasy para esta única edição de número #15 (capa de agosto de 1962, à venda em 5 de junho de 1962), citada várias vezes por Lee.[carece de fontes?] Em particular, Lee afirmou que o fato de que já havia sido decidido que Amazing Fantasy seria cancelada após a edição #15, foi a única razão pela qual Goodman permitiu que ele usasse o Homem-Aranha. Enquanto esta era a edição final, sua página editorial antecipou a continuação dos quadrinhos e que "o Homem-Aranha ... aparecerá todos os meses em Amazing."
Independentemente disso, Lee recebeu a aprovação de Goodman para o nome Homem-Aranha e o conceito de "adolescente comum", e em seguida, chamou o artista Jack Kirby para o projeto. Como o historiador de quadrinhos, Greg Theakston narra, Kirby disse a Lee sobre um personagem inédito que ele tinha colaborado com Joe Simon na década de 1950: um menino órfão que vivia com um velho casal e encontrava um anel mágico que concedeu-lhe poderes sobre-humanos. Lee e Kirby, "imediatamente sentaram-se para uma conferência sobre a história", escreveu Theakston. Lee posteriormente falou para Kirby caracterizar o personagem e desenhar algumas páginas. Steve Ditko seria o arte-finalista. Quando Kirby mostrou a Lee as seis primeiras páginas, ele lembrou: "Eu odiava a maneira que ele estava fazendo isso! Não que ele fez isto ruim - não era o personagem que eu queria; era muito heroico ". Lee voltou-se para Ditko, que desenvolveu o estilo visual que Lee considerou satisfatório. Ditko lembrou:

Uma das primeiras coisas que fiz foi inventar o traje. Uma parte vital e visual do personagem. Eu tinha que saber como ele parecia ... antes de eu fazer qualquer coisa. Por exemplo: um poder de agarrar as coisas para que ele não tivesse sapatos rígidos ou botas, um atirador de pulso escondido com uma arma de teias, e etc ... Eu não tinha certeza se Stan gostava da ideia de cobrir o rosto dele, mas eu fiz isto porque escondia um rosto bastante juvenil. Seria também adicionar mistério para o personagem.
Embora a obra de arte interior foi feita por Ditko sozinho, Stan Lee rejeitou a arte de capa de Steve Ditko e encarregou Jack Kirby de desenhar uma capa que Ditko finalizaria. Em 2010, Lee explicou: "Eu acho que eu tinha Jack para esboçar uma capa para ele, porque eu sempre tinha muita confiança nas capas do Jack."

Capa da revista Amazing Fantasy #15 (Agosto de 1962), que apresentou o herói. O sucesso comercial do super-herói inspirou o lançamento da revista The Amazing Spider-Man. Arte da capa de Jack Kirby (pincéis) e por Steve Ditko (arte-finalista).

Em uma lembrança da criação do personagem, Ditko descreveu suas contribuições e as de Lee em uma entrevista com Gary Martin publicada no Comic Fan #2 (verão de 1965): "Stan Lee pensou o nome. Eu fiz o traje, o lança-teias e o sinal-aranha". Na época, Ditko compartilhou um estúdio de Manhattan com o famoso artista de fetiche Eric Stanton, seu colega na escola de arte que em uma entrevista de 1988 com Theakston, lembrou que, embora sua contribuição para o Homem-Aranha era "quase nula", ele e Ditko tinham "trabalhado em storyboards juntos e eu adicionei algumas ideias, mas a coisa toda foi criada por Steve por conta própria... Eu acho que adicionei os lança-teias que saem de suas mãos".
Jack Kirby contestou a versão de Lee da história, e alegou que Lee teve envolvimento mínimo na criação do personagem. De acordo com Kirby, a ideia do Homem-Aranha teria sido originada por ele e Joe Simon, que na década de 1950 tinha desenvolvido um personagem chamado Silver Spider para a revista Black Magic da Crestwood Publications, que posteriormente não foi usada. Joe Simon, em sua autobiografia de 1990, negou o relato de Jack Kirby, afirmando que Black Magic não era um fator, e que ele (Simon) inventou o nome "Spider-Man" (mais tarde mudado para "The Silver Spider"), enquanto Kirby delineava a história do personagem e seus poderes. Joe Simon afirmou mais tarde que a concepção do personagem dele e de Kirby tornou-se a base para Fly, seu super-herói na Archie Comics. Steve Ditko afirmou que Lee gostou do nome Gavião Negro da DC Comics, e que "Homem-Aranha" foi uma consequência desse interesse.
Simon concordou que Kirby havia mostrado a versão original do Homem-Aranha a Lee, que gostou da ideia e designou Kirby para desenhar páginas de amostra do novo personagem, mas não gostou dos resultados, na descrição de Simon, "Capitão América com teias de aranha". O escritor Mark Evanier observou que o raciocínio de Lee era que o personagem de Kirby era demasiado heroico e parecia improvável. Kirby ainda desenhou as capas de Amazing Fantasy #15 e a primeira edição de The Amazing Spider-Man. Evanier também contesta a razão dada por Kirby de que ele estava "muito ocupado" para desenhar o Homem-Aranha, já que Kirby estava "sempre ocupado". Nenhuma das explicações de Lee e Kirby esclarece por que os elementos da história como o anel mágico foram abandonados; Evanier afirma que a explicação mais plausível para a mudança repentina foi que Goodman, ou um de seus assistentes, decidiu que o Homem-Aranha como desenhado e imaginado por Kirby era muito semelhante à Fly.
Um autor e estudioso de Ditko, Blake Bell, escreve que foi Ditko que observou as semelhanças com Fly. Ditko lembrou que, "Stan chamou Jack sobre o Fly", acrescentando que "dias mais tarde, Stan me disse que eu estaria escrevendo a arte interna para a sua história". Foi neste ponto que a natureza do quadrinho mudou. "Saiu o anel mágico, o Homem-Aranha adulto e quaisquer ideias lendárias que a história do Homem-Aranha poderia conter". Lee deu a Ditko uma premissa de um adolescente mordido por uma aranha e ganhando poderes, uma premissa que Ditko expandiria até o ponto que ele se tornou o que Bell descreve como "o primeiro artista de aluguel da sua geração para criar e controlar o arco narrativo de sua série". Sobre a questão da criação inicial, Ditko declara: "Ainda não sei de quem foi a ideia do Homem-Aranha". Kirby observou em uma entrevista de 1971 que foi o Ditko que, "conseguiu que o Homem-Aranha engrenasse, e a coisa deu certo por causa do que ele fez". Lee, ao mesmo tempo que reivindica o crédito pela ideia inicial, reconheceu o papel de Ditko, afirmando: "Se Steve quer ser chamado de co-criador, acho que ele merece". Ele comentou ainda que o design do figurino de Ditko foi a chave para o sucesso do personagem; desde que o traje cobre completamente o corpo do Homem-Aranha, pessoas de todas as etnias poderiam visualizar-se dentro do traje e assim identificar-se mais facilmente com o personagem. O escritor Al Nickerson acredita que "Stan Lee e Steve Ditko criaram o Homem-Aranha com o qual estamos familiarizados hoje [mas que], em última análise, o Homem-Aranha surgiu e prosperou, através dos esforços de não apenas um ou dois, mas muitos, escritores de quadrinhos".

### Sucesso comercial
Poucos meses após a introdução do Homem-Aranha, Goodman revisou os números de vendas para está edição e ficou chocado ao descobrir que era um dos quadrinhos mais vendidos da Marvel. A série que se seguiu, The Amazing Spider-Man # 1 (março de 1963) transformou-se eventualmente na série mais vendida de Marvel, com o personagem rapidamente virando um ícone cultural; Uma pesquisa da Esquire nos campi universitários de 1965, relatou que os estudantes classificaram Homem-Aranha, o Hulk, ao lado de Bob Dylan, Malcolm X e Che Guevara como seus ícones revolucionários favoritos. Um entrevistado escolheu Homem-Aranha porque ele estava "sofrendo com problemas, problemas de dinheiro e questões existências. Em suma, ele é um de nós". Após a saída de Ditko depois da edição #38 (julho de 1966), John Romita, Sr. substituiu-o nos pincéis e desenhou para a série durante vários anos. Em 1968, Romita também desenharia as histórias extra-longas do personagem na revista de quadrinhos The Spectacular Spider-Man, um romance proto-gráfico criado para atrair leitores mais velhos. Só durou duas edições, mas representou a primeira publicação spin-off do Homem-Aranha, além das séries anuais que começaram em 1964.
Uma história do Homem-Aranha dos anos 70 conduziu à censura do Comics Code. Anteriormente, o Código proibia a representação do uso de drogas ilegais, mesmo negativamente. No entanto, em 1970, o Departamento de Saúde, Educação e Bem-Estar da administração de Nixon, pediu a Stan Lee que publicasse uma mensagem antidrogas em um dos títulos mais vendidos da Marvel. Lee escolheu The Amazing Spider-Man, as edições #96-98 (maio-julho de 1971) que apresentam um arco da história que descreve os efeitos negativos do uso da droga. Na história, o amigo de Peter Parker, Harry Osborn, se torna viciado em pílulas. Quando o Homem-Aranha luta contra o Duende Verde (Norman Osborn, o pai de Harry), ao derrota-lo é revelado a dependência de Harry. Embora a história tenha uma clara mensagem antidrogas, a Comics Code Authority se recusou a emitir o seu selo de aprovação. A Marvel, no entanto, publicou os três números sem o selo da Comics Code Authority. As edições venderam tão bem que a autocensura da indústria foi retirada e o código foi revisado subsequentemente.

Doutor Octopus como Homem-Aranha, em The Superior Spider-Man #1 (janeiro de 2013)

Em 1972, uma segunda série mensal em curso protagonizada pelo Homem-Aranha começou: Marvel Team-Up, em que Homem-Aranha estrela com outros super-heróis e vilões. Neste momento houve duas séries do Homem-Aranha em circulação. Em 1976, sua segunda série solo, Peter Parker, the Spectacular Spider-Man começou em paralelo à série principal. Uma terceira série com Homem-Aranha, A Teia do Aranha, foi lançada em 1985 para substituir Marvel Team-Up. O lançamento de um quarto título mensal em 1990, Peter Parker: Spider-Man (com o enredo Torment), escrito e desenhado pelo popular artista Todd McFarlane, estreou com várias capas diferentes, todas com o mesmo conteúdo interior. As várias versões juntas venderam mais de 3 milhões de cópias, um recorde para indústria na época. Várias séries limitadas, one-shots e quadrinhos vagamente relacionados também foram publicados, e Homem-Aranha fez cameos frequentes e aparições convidadas em outras séries de quadrinhos. Em 1996, o The Sensational Spider-Man foi criado para substituir a Teia do Aranha.
Em 1998 o escritor-artista, John Byrne, renovou a origem do Homem-Aranha na série limitada de 13 edições, Homem-Aranha: Gênese (Dez. 1998 a outubro de 1999), semelhante as revisões de Byrne à origem do Superman em The Man of Steel. Ao mesmo tempo, o original The Amazing Spider-Man foi encerrado com a edição #441 (novembro de 1998), e reiniciado com vol. 2, #1 (Jan. de 1999). Em 2003, a Marvel reintroduziu a numeração original para The Amazing Spider-Man e o que teria sido vol. 2 #59, tornou-se a edição #500 (dez. de 2003).
Quando a série primária The Amazing Spider-Man alcançou a edição #545 (dezembro de 2007), a Marvel cancelou seu spin-off em andamento e em vez disso, começou a publicar The Amazing Spider-Man três vezes por mês, começando com #546-548 (todas em janeiro de 2008). A programação trimestral de The Amazing Spider-Man durou até novembro de 2010, quando a revista em quadrinhos foi aumentada de 22 páginas para 30 páginas e publicada apenas duas vezes por mês, começando com #648-649 (ambas nov. de 2010). No ano seguinte, a Marvel lançou Avenging Spider-Man como o primeiro spin-off em andamento desde o cancelamento dos anteriores no final de 2007. A série Amazing terminou temporariamente com a edição #700 em dezembro de 2012, e foi substituída pelo The Superior Spider-Man, onde o Dr. Octopus é o novo Homem-Aranha, tendo assumido o corpo de Peter Parker. Superior foi um enorme sucesso comercial para a Marvel, e teve 31 edições antes do real Peter Parker retornar em um novo relançamento, The Amazing Spider-Man #1 em abril de 2014. Recentemente, o Homem-Aranha está participando da série limitada Guerra Civil II, um arco crossover da Marvel que estreou em junho de 2016.

## Biografia ficcional do personagem

Peter Parker sendo picado pela aranha em Amazing Fantasy #15. Arte de Steve Ditko.

Em Forest Hills, Queens, Nova Iorque, o estudante de ensino médio, Peter Parker nascido em 14 de Outubro de 1990, é um cientista orfão que vive com seu tio Ben e tia May. Conforme ilustrado em Amazing Fantasy #15, ele é mordido por uma aranha radioativa (erroneamente classificado como um inseto no painel) em uma exposição científica e "adquire a agilidade e a força proporcional de um aracnídeo". Junto com a super força, Parker ganha a capacidade de andar nas paredes e tetos. Através de sua habilidade nativa para a ciência, ele desenvolve um aparelho que o permitir lançar teias artificiais. Inicialmente buscando capitalizar suas novas habilidades, Parker cria um traje e, como "Homem-Aranha", torna-se uma estrela de televisão. No entanto, "ele alegremente ignora a chance de parar um ladrão em fuga, e sua indiferença ironicamente o afeta, quando o mesmo criminoso mais tarde rouba e mata seu tio Ben". Homem-Aranha rastreia e prende o assassino; no painel seguinte da história está escrito: “Com grande poderes vêm grandes responsabilidades!”.
Apesar dos seus super poderes, Parker luta para ajudar sua tia viúva a pagar aluguel, é provocado por seus colegas - particularmente a estrela de futebol, Flash Thompson - e, como Homem-Aranha, engendra a ira do editor de jornais, J. Jonah Jameson. Quando ele luta com seus inimigos inicialmente,[carece de fontes?] Parker acha difícil fazer malabarismos entre sua vida pessoal e aventuras como Aranha. Com o tempo, Peter se forma do ensino médio, e se matricula na Universidade de Empire State (uma instituição fictícia que evoca a Universidade da Colúmbia e a Universidade de Nova Iorque), onde conhece o seu colega de quarto e melhor amigo, Harry Osborn, e sua namorada Gwen Stacy, e a tia May o apresenta Mary Jane Watson. Enquanto Peter lida com os problemas de drogas do Harry, após Norman Osborn ser revelado como inimigo do Homem-Aranha, o Duende Verde, Peter até tenta desistir de sua identidade fantasiada por um tempo. O pai de Gwen Stacy, capitão-detetive da Polícia de Nova Iorque, George Stacy, é morto acidentalmente durante uma batalha entre Homem-Aranha e Doutor Octopus (#90, novembro de 1970).

A Noite em que Gwen Stacy Morreu, é geralmente considerado o marco de viragem dos quadrinhos americanos: o fim da Era de Prata e início da Era de Bronze, mais sombria.

Na edição 121 (junho de 1973),[carece de fontes?] o Duende Verde lança Gwen Stacy de uma torre na Ponte do Brooklyn (como ilustrada na arte) ou da Ponte George Washington (como consta no texto). Ela morre durante a tentativa de resgate do Homem-Aranha; uma nota na página de cartas da edição #125 diz: "É triste dizer que o efeito do agarro que ela sofreu quando a correia de Aranha a parou de repente foi, de fato, o que a matou." Na edição seguinte, o Duende parece matar-se acidentalmente na batalha que se seguiu com o Homem-Aranha.
Tentando superar sua dor, Parker eventualmente desenvolve sentimentos hesitantes em relação a Watson, e os dois "tornam-se confidentes em vez de amantes". Um relacionamento romântico eventualmente se desenvolve, com Parker a pedindo em casamento na edição #182 (julho de 1978), e sendo recusado na edição seguinte. Parker se forma na faculdade na edição #185, e se envolve com a tímida Debra Whitman e a extrovertida e ladra Felicia Hardy, a Gata Negra, que ele encontra na edição #194 (julho de 1979).[carece de fontes?]
De 1984 a 1988, Homem-Aranha utilizava um traje preto com um desenho de uma aranha branca no peito. O novo traje se originou na série limitada Guerras Secretas, em um planeta alienígena onde o Homem-Aranha participa de uma batalha entre os maiores super-heróis e vilões da Terra. Ele continua vestindo o traje quando ele retorna, começando em The Amazing Spider-Man #252. A mudança no visual do personagem gerou uma controvérsia, "com muitos fãs incondicionais de quadrinhos, descrevendo-o como equivalente a sacrilégio." O  traje vermelho e azul do Homem-Aranha era icônico, eles argumentaram, a par com os de seus rivais da DC, Superman e Batman." Então os criadores revelaram que o traje era um simbionte alienígena que o Homem-Aranha é capaz de retirar depois de uma luta difícil, embora o simbionte volte várias vezes como Venom para se vingar.[carece de fontes?]
Parker propõe a Watson uma segunda vez em The Amazing Spider-Man #290 (julho de 1987), e ela aceita duas edições mais tarde, com o casamento acontecendo em The Amazing Spider-Man Annual #21 (1987). A cerimônia foi promovida com um casamento simulado na vida real usando modelos, incluindo Tara Shannon como Watson, com Stan Lee oficializando a cerimônia em 5 de junho de 1987, em um evento no Shea Stadium. No entanto, David Michelinie, que escreveu o enredo baseado no tratamento do editor-chefe, Jim Shooter, disse em 2007: "Eu não acho que eles deveriam ter se casado ... Eu realmente tinha planejado outra versão, que não foi usada".

A cena do pacto de Peter com Mephisto, no enredo duramente criticado de One More Day. O historiador de quadrinhos, Peter Sanderson, criticou a Marvel por utilizar um elemento sobrenatural sem-sentido, fazer o herói realizar um pacto com o diabo, ao invés de lidar maduramente com a questão do divórcio, argumentando que os escritores tinham esquecidos as histórias do Homem Aranha que lidou com ele causando a morte do tio Ben, drogas e abuso infantil.

Em um enredo controverso, Peter fica convencido de que Ben Reilly, a Aranha Escarlate (um clone de Peter criado por seu professor universitário, Miles Warren) é o verdadeiro Peter Parker, e que ele Peter, é o clone. Peter desiste da identidade de Homem-Aranha para Reilly por um tempo, até que Reilly é morto pelo Duende Verde que retorna e revelou ser o clone, afinal. Em histórias publicadas em 2005 e 2006 (como "O Outro"), ele desenvolve habilidades adicionais de aranha, incluindo teias de aranha biológicas, picadas tóxicas que se estendem de seus antebraços, a capacidade de colar os indivíduos em suas costas reforçada pelo senso-aranha, visão noturna, e maior força e velocidade. Peter torna-se mais tarde um membro dos Novos Vingadores, e revela sua identidade civil ao mundo, promovendo seus problemas já numerosos. Seu casamento com Mary Jane e sua revelação ao público são posteriormente apagados em outro enredo controverso, "One More Day", em um acordo faustiano com o demônio Mephisto para salvar tia May da morte, resultando em vários ajustes na linha do tempo, como a ressurreição de Harry Osborn, apagando o casamento de Parker e o retorno de seus poderes tradicionais.
Esse enredo veio a pedido do editor-chefe, Joe Quesada, que disse: "Peter sendo solteiro é uma parte intrínseca da própria fundação do mito do Homem-Aranha", a história recebeu uma grande recepção negativa, especialmente dos fãs. Isto também causou uma tensão entre Quesada e o escritor J. Michael Straczynski, que "disse a Joe que eu ia tirar o meu nome das duas últimas edições do arco [da história]", mas foi falado para não fazê-lo. Em relação ao clímax de Straczynski para o arco, Quesada explicou que a versão de Straczynski não se encaixava no retcon que ele e os outros artistas estavam tentando fazer.
Após o "reboot", a identidade de Parker não era mais conhecida do público em geral; entretanto, ele a revelou para os outros super-heróis, e outros têm deduzido. A tia de Parker se casou com o pai de J. Jonah Jameson, Jay Jameson. Parker tornou-se um empregado da empresa think-tank, Horizon Labs. No número 700, o supervilão moribundo, o Doutor Octopus, troca os corpos com Parker, que permanece presente na mente do Doutor Octopus, provocando um enredo de dois anos na série Superior Spider-Man em que Peter Parker está ausente e o doutor-polvo é o Homem-Aranha. Peter eventualmente recupera o controle de seu corpo. Após o retorno de Peter Parker, The Amazing Spider-Man foi relançado em abril de 2014. Em dezembro de 2014, após a morte de Wolverine na banda desenhada, Homem-Aranha tornou-se o novo diretor da Escola Jean Grey e começou a aparecer mais proeminente nas histórias dos X-Men, tendo o papel de Wolverine nos quadrinhos, Wolverine e X-Men, agora Homem-Aranha e X-Men.
Em junho de 2016, a Marvel começou o arco crossover Guerra Civil II, que desta vez divide o mundo dos super-heróis por causa do inumano Ulysses, que tem o poder de prever o futuro. O grupo formado pela Capitã Marvel, onde se encontra o Homem-Aranha, concorda que os Vingadores devem usar as habilidades de Ulysses para prender os criminosos antes de cometerem um crime; enquanto o Homem de Ferro e seu grupo discordam, que não devem prender alguém antes de ter feito algo. A história foi concebida como uma alegoria entre o determinismo e o livre arbítrio. Na Civil War II: Amazing Spider-Man, o Homem-Aranha ajuda Ulysses a usar seus poderes de forma responsável. "Ao longo da minissérie, o Inumano fará uma previsão que, embora não seja significativa para o mundo ou universo, poderá muito bem significar o fim do mundo de um personagem. Trata-se realmente dos temas clássicos do Homem-Aranha: Poder e Responsabilidade, enfrentando uma situação em que mesmo se você ganhar, você também pode perder", disse o escritor Christos N. Gage.

## Personalidade
As pessoas geralmente dizem que a Marvel conseguiu misturar histórias de super-heróis com soap operas. O que Lee e Ditko realmente fizeram em The Amazing Spider-Man foi criar uma série de crônica romântica sobre a vida do personagem principal, enquanto ele cresce. Não mais complexo ou relevante para os seus leitores do que frustrando os vilões do mês ... Parker tinha uma preocupação muito mais séria em sua vida: chegar a um acordo com a morte de um ente querido, apaixonar-se pela primeira vez, lutar para ganhar a vida e sofrer crises de consciência.

Peter Sanderson, historiador de quadrinhos.
Como observou um jornalista contemporâneo: "O Homem-Aranha tem um problema de identidade terrível, um complexo de inferioridade marcado e um medo das mulheres. Ele é antissocial, castrado, atormentado pela culpa edipiana e propenso a acidentes... Um neurótico funcional". Agonizando sobre suas escolhas, sempre tentando fazer o que é certo, ele é, no entanto, visto com suspeita pelas autoridades, que parecem não ter certeza se ele é um vigilante útil ou um inteligente criminoso.
Uma nota do historiador cultural, Bradford W. Wright:
A situação de Homem-Aranha pode ser mal interpretada, e ele perseguido pelo próprio público que jurou proteger. Na primeira edição de The Amazing Spider-Man, J. Jonah Jameson, editor do Clarim Diário, lança uma campanha editorial contra a "ameaça do Homem-Aranha". A publicidade negativa resultante exacerba as suspeitas populares sobre o misterioso Homem-Aranha e torna impossível para ele ganhar mais dinheiro ao se apresentar. Eventualmente, a má imprensa leva as autoridades a chamá-lo de fora da lei. Ironicamente, Peter acaba tendo um emprego como fotógrafo para o Clarim Diário de Jameson.
As histórias em meados da década de 1960 refletiam as tensões políticas da época, e a Marvel havia tratado freqüentemente da Guerra Fria e do comunismo em suas histórias deste período. Como observa Wright:
De seu começo no colegial e sua entrada na vida da faculdade, o Homem-Aranha manteve-se o super-herói mais relevante ao mundo dos jovens. Portanto, seus quadrinhos também continha algumas das primeiras referências ao movimento estudantil. Em 1968, após as manifestações de estudantes militantes na Universidade Columbia, Peter Parker encontra-se em meio a distúrbios semelhantes em sua Universidade Empire State ... Peter tem que reconciliar sua simpatia natural pelos estudantes com sua obrigação assumida de combater como o Homem-Aranha. Como um liberal que defende a lei, ele encontra-se preso entre o esquerdismo militante e os conservadores zangados.

## Habilidades e equipamentos
A picada de uma aranha radioativa desencadeou mutações no corpo de Peter Parker, concedendo-lhe superpoderes. Nas histórias originais de Lee-Ditko, o Homem-Aranha tem a capacidade de se agarrar às paredes, força sobre-humana, um sexto sentido que o alerta do perigo, equilíbrio perfeito, velocidade e agilidade sobre-humanas. O personagem foi originalmente concebido por Stan Lee e Steve Ditko como intelectualmente dotado, mas escritores posteriores descreveram seu intelecto em nível de gênio. Academicamente brilhante, Parker tem experiência nas áreas de ciências aplicadas, química, física, biologia, engenharia, matemática e mecânica. Com seus talentos, costura sua própria fantasia para ocultar sua identidade, e constrói muitos dispositivos que complementam seus poderes, principalmente os atiradores mecânicos. Este mecanismo ejeta uma teia avançada, liberando o fluido da correia fotorreceptora em uma variedade de configurações, incluindo uma única corda para se balançar ou uma rede para enganar\amarrar seus inimigos, teia líquida para apagar fogo e um globo simples para atirar ou cegar um oponente. Ele também pode tecer a teia em diferentes formas como um escudo, uma proteção esférica, uma barreira hemisférica ou uma asa delta. Outros equipamentos incluem rastreadores-aranha, um farol de luz que pode ser usado como uma lanterna ou projetar o "sinal-aranha" e uma câmera especialmente modificada para tirar fotos automaticamente.

## Coadjuvantes

Casamento de Peter Parker e Mary Jane Watson no Homem Aranha Anual #21 (1987), arte de John Romita Sr.

O Cabeça de Teia teve uma grande variedade de personagens de apoio que são essenciais nas edições e histórias que estrelam. Depois que seus pais morreram, Peter Parker foi criado pela sua tia amorosa, May Parker, e seu tio (irmão do pai de Peter) que é a sua figura paterna, Ben Parker. Depois que tio Ben é assassinado por um ladrão, May é a única família de Peter, e eles dois são muito próximos.
J. Jonah Jameson é retratado como o editor do Clarim Diário, o chefe de Peter Parker e um crítico duro do Homem-Aranha, sempre dizendo coisas negativas sobre o super-herói no jornal. No entanto, Robbie Robertson, confidente e editor de Jameson, é sempre apresentado como um defensor de Peter Parker e Homem-Aranha.
Eugene "Flash" Thompson é comumente descrito como o valentão no colegial de Parker e intimidador, mas em quadrinhos posteriores, ele se torna um amigo de Peter. Harry Osborn, filho de Norman Osborn, é mais comumente reconhecido como o melhor amigo de Peter, mas também é retratado como seu rival em alguns quadrinhos.[carece de fontes?]
Os interesses românticos de Peter Parker variam com o tempo; sua primeira paixão foi a sua colega no ensino médio, Liz Allen, e teve seu primeiro encontro com Betty Brant, a secretária de J. Jonah Jameson no Clarim Diário. Depois da sua separação com Betty Brant, Parker eventualmente se apaixona por Gwen Stacy, sua namorada na faculdade e filha do chefe da Polícia de Nova Iorque, George Stacy, ambos mais tarde mortos por inimigos do Homem-Aranha. Mary Jane Watson transformou-se na melhor amiga de Peter e então em sua esposa. Felicia Hardy, a Gata Negra, é uma ex-assaltante que foi namorada e parceira do Homem-Aranha em certo ponto.
Homem-Aranha: Quais foram todos os romances do herói?

### Inimigos
Escritores e artistas ao longo dos anos criaram uma galeria de supervilões para enfrentar o Homem-Aranha, nos quadrinhos e em outras mídias. Tal como acontece com o herói, a maioria dos poderes dos vilões originam-se em acidentes científicos ou o uso indevido da tecnologia científica, e muitos têm trajes ou poderes de animais. Exemplos são listados abaixo na ordem de sua aparência cronológica original. Nota: Personagens alter-egos que são os mais reconhecidos como o super-vilão mas outros compartilharam o nome está em negrito.
     Indica uma equipe de vilões.
| Nome do supervilão / nome da equipe de supervilões | Notável alter ego / membros do grupo        | Primeira aparição                               | Criador                                  | Descrição |
| -------------------------------------------------- | ------------------------------------------- | ----------------------------------------------- | ---------------------------------------- | --- |
| Camaleão                                           | Dmitri Anatoly Nikolayevich Smerdyakov      | The Amazing Spider-Man #1 (Março de 1963)       | Stan Lee Steve Ditko                     | Um mestre do disfarce que consegue se parecer com qualquer pessoa |
| Abutre                                             | Adrian Toomes                               | The Amazing Spider-Man #2 (Maio de 1963)        | Stan Lee Steve Ditko                     | Um inventor que criou asas mecânicas que permitem que ele voe e lhe garantam uma força sobre-humana. |
| Doutor Octopus                                     | Dr. Otto Gunther Octavius                   | The Amazing Spider-Man #3 (Julho de 1963)       | Stan Lee Steve Ditko                     | Originalmente um cientista brilhante, sua maior invenção, um conjunto de tentáculos metálicos, fundiu-se ao seu corpo por um acidente que causou sua loucura. Octopus significa polvo em inglês. |
| Homem-Areia                                        | William Baker/Flint Marko                   | The Amazing Spider-Man #4 (Setembro de 1963)    | Stan Lee Steve Ditko                     | Antes um ladrão comum, ele se tornou um supervilão depois que seu corpo se fundiu com a areia, que ele pode manipular de várias maneiras, como mudança de forma, aumentar sua densidade e força para levantar até 85 toneladas e criando tempestades de areia em seu corpo. |
| Lagarto                                            | Dr. Curt Connors                            | The Amazing Spider-Man #6 (Novembro de 1963)    | Stan Lee Steve Ditko                     | Um cientista pesquisando genética, ele se injetou com um soro experimental feito de DNA de réptil que o transformou em um lagarto humanóide. Como o Lagarto, ele tem habilidades de regeneração, junto com força, velocidade e agilidade sobre-humanas. |
| Electro                                            | Maxwell Dillon                              | The Amazing Spider-Man #9 (Fevereiro de 1964)   | Stan Lee Steve Ditko                     | Originalmente um eletricista de uma empresa de energia, ele se voltou para uma vida de crime depois de ser atingido por um raio enquanto trabalhava em uma linha de força e se tornou um capacitor elétrico vivo (nos cinemas ganhou seus poderes após cair num tanque de poraquês). Pode voar e soltar raios elétricos. |
| Mystério                                           | Quentin Beck                                | The Amazing Spider-Man #13 (Junho de 1964)      | Stan Lee Steve Ditko                     | Um mestre da ilusão que usa efeitos especiais, hipnose e um amplo conhecimento de química e robótica para enganar seus inimigos. Utiliza um capacete de bola de cristal. |
| Duende Verde                                       | Norman Osborn Harry Osborn                  | The Amazing Spider-Man #14 (Julho de 1964)      | Stan Lee Steve Ditko                     | O primeiro Duende Verde, Norman Osborn, é o CEO da Oscorp e tem poderes derivados de uma "fórmula Duende" que aumenta a agilidade, resistência, força e reflexos a níveis sobre-humanos. A fórmula também avança a inteligência enquanto causa insanidade como efeito colateral. Ele usa um arsenal de armas como bombas de abóbora e um planador pessoal. A versão de Norman do Duende Verde é geralmente considerada o arqui-inimigo do Homem-Aranha. O segundo Duende, Harry Osborn, é filho de Norman e melhor amigo de Peter Parker. Ele tem os mesmos poderes de seu pai. |
| Kraven                                             | Sergei Kravinoff                            | The Amazing Spider-Man #15 (Agosto de 1964)     | Stan Lee Steve Ditko                     | Descrito como o maior caçador do mundo de caça maior, Kraven é hábil no combate corpo a corpo, embora também use uma "poção mágica da selva" para aumentar sua velocidade, força e habilidades de rastreamento. Usa um uniforme com temática de leão. |
| Sexteto Sinistro                                   | Vários membros                              | The Amazing Spider-Man annual #1 (1964)         | Stan Lee Steve Ditko                     | Reunidos pelo Doutor Octopus, eles consistem em alguns dos piores inimigos do Homem-Aranha, que uniram forças na tentativa de eliminar o lançador de teias de uma vez por todas. |
| Escorpião                                          | Mac Gargan                                  | The Amazing Spider-Man #20 (Janeiro de 1965)    | Stan Lee Steve Ditko                     | Um ex-investigador particular que passou por um experimento que o tornou mais poderoso do que o Homem-Aranha, à custa de sua sanidade. Ele ganhou a força sobre-humana de um escorpião e recebeu uma armadura e armamento com a temática de escorpião (incluindo uma cauda robótica). |
| Rino                                               | Aleksei Mikhailovich Sytsevich              | The Amazing Spider-Man #41 (Outubro de 1966)    | Stan Lee John Romita, Sr.                | Um bandido russo que recebeu uma armadura modelada a partir de um rinoceronte, que lhe dá força e resistência sobre-humanas, após passar por um tratamento químico e de radiação. Depois de escapar de seus captores, ele usou seu recém-descobertos poderes para se tornar um supervilão. |
| Shocker                                            | Herman Schultz                              | The Amazing Spider-Man #46 (Março de 1967)      | Stan Lee John Romita, Sr.                | Um ex-criminoso de pequeno porte que construiu para si mesmo um traje de batalha que contém manoplas de vibro-choque. |
| Rei do Crime                                       | Wilson Fisk                                 | The Amazing Spider-Man #50 (Julho de 1967)      | Stan Lee John Romita, Sr.                | Retratado como senhor do crime da cidade de Nova York. Manipula os capangas para cumprir suas ordens. |
| Morbius                                            | Dr. Michael Morbius                         | The Amazing Spider-Man #101 (Janeiro de 1971)   | Roy Thomas Gil Kane                      | Um ex-bioquímico renomado que foi transformado em vampiro a partir de experiências envolvendo DNA de morcegos-vampiros. Ele tem todos os poderes e fraquezas de um vampiro. |
| Chacal                                             | Miles Warren                                | The Amazing Spider-Man #129 (Fevereiro de 1974) | Gerry Conway Ross Andru                  | Um professor brilhante com o conhecimento da clonagem, que ele usa para atormentar emocionalmente o Homem-Aranha. Como o Chacal, ele possui força, velocidade e agilidade sobre-humanas. |
| Gata Negra                                         | Felicia Hardy                               | The Amazing Spider-Man #194 (Julho de 1979)     | Marv Wolfman Keith Pollard               | Uma ladra, que herdou seu nome e habilidades de seu pai. Ela geralmente carrega um gancho para balançar em telhados, e às vezes tem poderes de azar. Sua temática no nome e aparência refere-se ao fato dela ser uma "gatuna", ou seja, ladra, notadamente de jóias. |
| Duende Macabro                                     | Roderick Kingsley Jason Macendale Ned Leeds | The Amazing Spider-Man #238 (Março de 1983)     | Roger Stern John Romita Sr.              | Com poderes semelhantes aos do Duende Verde após descobrir o covil de Norman. Aperfeiçoou a poção do Duende Verde, seu planador e bombas de abóbora sem a insanidade que Norman tinha. |
| Venom                                              | Eddie Brock Mac Gargan                      | The Amazing Spider-Man #299                     | David Michelinie Todd McFarlane          | Eddie Brock é um ex-fotógrafo de jornal que passou a desprezar o Homem-Aranha e se tornou Venom após se fundir com o simbionte que uma vez havia se fundido com o Homem-Aranha (lhe dando um uniforme negro). Como Venom, ele tem os mesmos poderes do Homem-Aranha e visa arruinar sua vida de qualquer maneira que puder. |
| Carnificina                                        | Cletus Kassidy                              | The Amazing Spider-Man #361 (Abril de 1992)     | David Michelinie Erik Larsen Mark Bagley | Um serial killer que se fundiu com o simbionte Carnificina. Com Carnificina sendo uma prole de Venom, ele é mais poderoso do que ele, e tem diferentes poderes simbióticos, como metamorfose e criação de armas de seu corpo. |

## Outras versões
Dentro do Universo Marvel existe um multiverso com muitas variações de Homens-Aranha. Um personagem inicial incluído na década de 1980 é a paródia fictícia antropomórfica do Homem-Aranha em forma de porco chamada Spider-Ham (Peter Porker). Muitas versões de Homens-Aranha foram criadas como a versão futurista do Homem-Aranha na Marvel 2099, chamada Miguel O'Hara. Em Marvel Comics 2, Peter se casa com Mary Jane Watson e tem uma filha chamada Mayday Parker que carrega o legado de Homem-Aranha e Marvel Noir tem uma versão década de 1930 de Peter Parker.
 Outras versões temáticas existem no início dos anos 2000, como uma versão Marvel Mangaverse e uma versão indiana do Homem-Aranha: Índia, chamada Pavitr Prabhakar.
Ultimate Homem-Aranha foi uma versão moderna e popular de Peter Parker. A versão de Parker mais tarde seria retratada como sendo morta e substituída por um Homem-Aranha afro-latino chamado Miles Morales.
O enredo "Spider-Verse" trouxe muitas versões alternativas do Homem-Aranha e introduziu muitos novos inspirados, como um mundo alternativo onde Gwen Stacy é mordida por uma aranha radioativa, juntamente com uma versão britânica chamada Brian Braddock da Captain Britain Corps.

## Impacto cultural
Em The Creation of Spider-Man, o escritor e editor de quadrinhos, Paul Kupperberg, chama os superpoderes do personagem de "nada muito original"; o que era original estava fora da sua identidade secreta, ele era um "estudante nerd do ensino médio". Em contraponto as tarefas típicas de super-herói, Home-Aranha incluía "doses pesadas de soap-operas e elementos de melodrama". Kupperberg sente que Lee e Ditko criaram algo novo no mundo dos quadrinhos: "o super-herói falho com problemas diários". A insegurança e as ansiedades nos comics da Marvel nos anos 60, como The Amazing Spider-Man, The Incredible Hulk e X-Men, inauguraram um novo tipo de super-herói, muito diferente dos super-heróis corretos e todo-poderosos antes deles, e mudou a percepção pública. Homem-Aranha tornou-se um dos personagens de ficção mais reconhecíveis do mundo e tem sido utilizado para vender brinquedos, jogos, cereais, doces, sabão e muitos outros produtos.
Homem-Aranha tornou-se a estrela da Marvel, e tem sido muitas vezes utilizado como a mascote da empresa. Quando a Marvel se tornou a primeira empresa de quadrinhos a ser listada na Bolsa de Valores de Nova Iorque em 1991, o Wall Street Journal anunciou que "Homem-Aranha está chegando a Wall Street"; O evento foi, por sua vez promovido com um ator em um traje de Homem-Aranha acompanhando Stan Lee para a Bolsa de Valores. Desde 1962, centenas de milhões de quadrinhos com o personagem foram vendidos em todo o mundo.
Homem-Aranha juntou-se a Macy's Thanksgiving Day Parade de 1987 a 1998 como um dos flutuadores do balão, projetado por John Romita Sr., um dos principais artistas do personagem. Um flutuador novo, diferente do balão do Homem-Aranha apareceu entre 2009 a 2011.

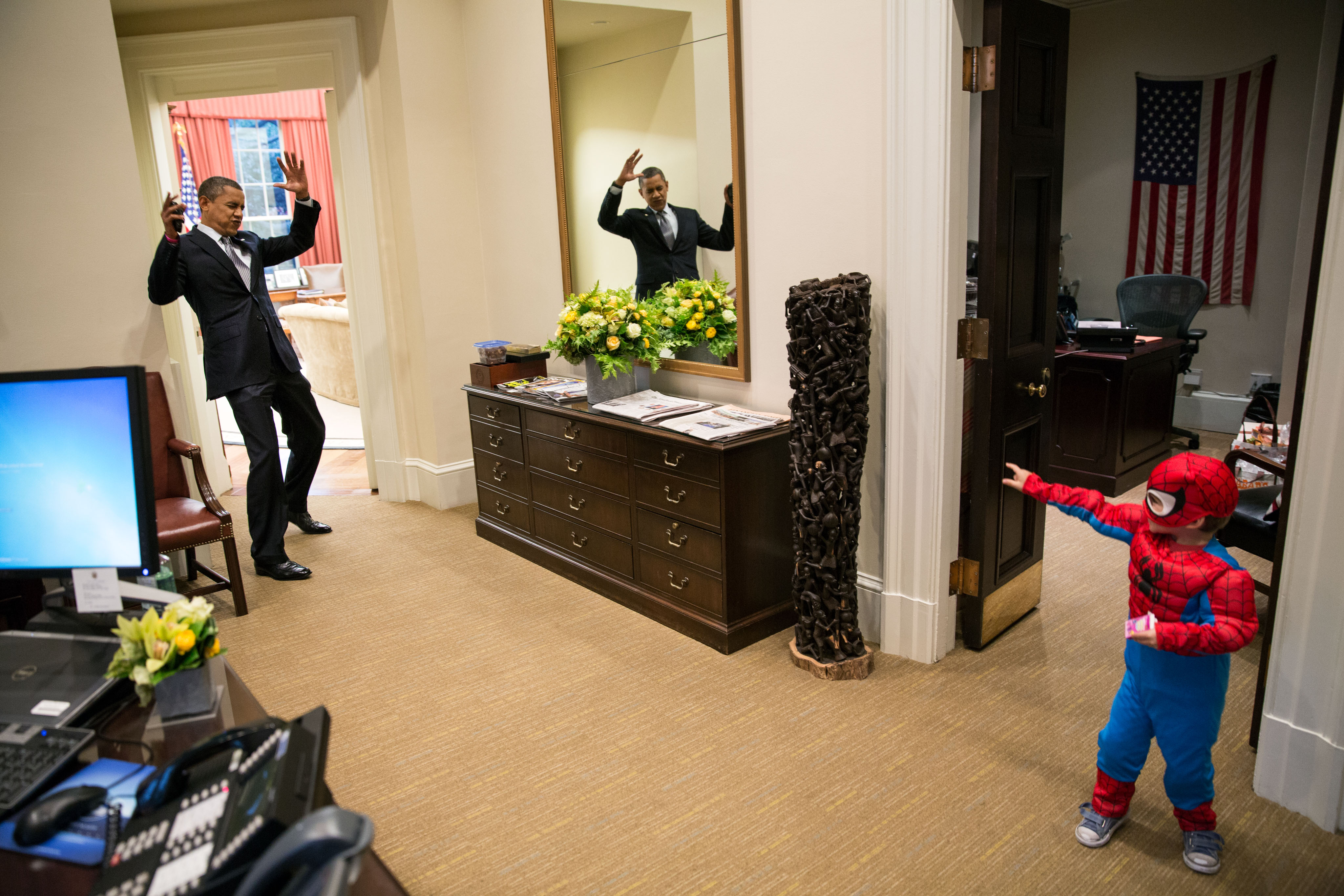
O presidente americano, Barack Obama, fingindo ser preso por um garoto vestido de Homem-Aranha na Casa Branca.

Quando a Marvel quis emitir uma história que lidasse com as consequências imediatas dos ataques de 11 de setembro, a companhia escolheu a edição de dezembro de 2001 do The Amazing Spider-Man. Em 2006, Homem-Aranha obteve grande cobertura da mídia com a revelação da identidade secreta do personagem, o evento foi detalhado em uma página inteira do New York Post antes que a edição contendo a história fosse mesmo liberada.
Em 2008, a Marvel anunciou planos de lançar uma série de quadrinhos educativos no ano seguinte em parceria com as Nações Unidas, descrevendo o Homem-Aranha ao lado das Forças de Paz da ONU para destacar as missões de paz da ONU. Um artigo da revista BusinessWeek, listou o Homem-Aranha como um dos dez personagens de ficção mais inteligentes dos quadrinhos americanos.
O rapper Eminem citou o Homem-Aranha como um de seus super-heróis em quadrinhos favoritos.
Em 2015, o Supremo Tribunal dos Estados Unidos decidiu o caso Kimble v.s Marvel Entertainment, relativo aos royalties em uma patente que imitava o Amigo da Vizinhança. A juíza Elena Kagan na Corte incluiu várias referências ao Homem-Aranha, concluindo com a afirmação de que "com grandes poderes veem grandes responsabilidades".

### Recepção
O culminar de quase todos os super-heróis que vieram antes dele, Homem-Aranha é o herói dos heróis. Ele tem poderes divertidos e legais, mas não no nível divino de Thor. Ele é apenas um cara normal com problemas de dinheiro e namorada, então ele é mais relacionável do que o playboy bilionário, o Homem de Ferro. E ele é um adolescente desajeitado, não um adulto desajeitado como o Capitão América. Não muito quente e não muito frio, Homem-Aranha é apenas certo.

IGN ao colocar o Homem-Aranha como maior herói da Marvel de todos os tempos.
Homem-Aranha é um personagem de quadrinhos bem recebido, sempre aparecendo como um dos maiores personagens ou super-herói de todos os tempos e quase sempre o personagem principal da Marvel Comics. O Amigo da Vizinhança foi declarado o super-herói número um na série Ultimate Super Heroes, Vixens e Villains da Bravo em 2005. A revista Empire o colocou como o quinto maior personagem de quadrinhos de todos os tempos. A revista Wizard colocou o Homem-Aranha como o terceiro maior personagem de quadrinhos em seu site. Em 2011, Homem-Aranha ficou em terceiro lugar no Top 100 Comic Book Heroes de todos os tempos da IGN, atrás de Superman e Batman da DC Comics. E em sexto na sua lista de 2012, The Top 50 Avengers. Em 2014, a IGN classificou o Homem-Aranha como o maior personagem da Marvel Comics de todos os tempos. Uma pesquisa de 2015 da revista Comic Book Resources, nomeou o Homem-Aranha como o maior personagem da Marvel de todos os tempos. A IGN descreveu-o como um homem comum que representa muitas pessoas normais, mas também notando sua singularidade em comparação com outros heróis por causa das suas falhas. A IGN também observou que apesar de ser um dos super-heróis mais trágicos de todos os tempos, ele é "um dos super-heróis mais divertidos e sarcástico na história." De maneira semelhante, a Empire observou e elogiou que, apesar das muitas tragédias que o Homem-Aranha enfrenta, ele mantém o seu senso de humor em todos os momentos com suas piadas espirituosas. O site da revista também elogiou a descrição das suas poses de super-heróis "icônicas", descrevendo-a como "o sonho de um artista no topo".
George Marston do Newsarama, colocou a história de origem do Homem-Aranha como a maior história de origem de todos os tempos, opinando que "a origem do Homem-Aranha combina todos os aspectos mais clássicos de pathos, tragédia e maravilha científica na mistura perfeita para a origem de um super-herói".

### Homens-Aranhas da vida real
- Em 1981, o ativista Dan Goodwin, que usava um traje de Homem-Aranha, escalou a Torre Sears em Chicago, Illinois, a Torre Renaissance em Dallas,Texas e o Centro John Hancock em Chicago, Illinois.[178]
- Alain Robert, apelidado de "Homem-Aranha", é um alpinista de rochas e urbano que escalou mais de 70 edifícios altos usando as mãos e pés, sem usar dispositivos adicionais. Ele às vezes usa uma roupa do Homem-Aranha durante suas subidas. Em maio de 2003, ele recebeu cerca de US $ 18 mil para escalar o prédio Lloyd's de 312 pés (95 m) para promover a estréia do filme Homem-Aranha no canal de televisão britânico Sky Movies.
- 'The Human Spider', alias de Bill Strother, que escalou o Lamar Building em Augusta, Georgia em 1921.[179]
- O membro da Fathers 4 Justice, David Chick, usou uma roupa do Homem-Aranha para obter publicidade para os direitos dos pais em Londres.[180]
- Sonchai Yoosabai, um bombeiro na Tailândia, é considerado um Homem-Aranha da vida real. Ele salvou um menino de 8 anos com autismo de cair da borda de um prédio, escalando-o sem cordas e depois resgatando o menino.[181]

### Prêmios
Alguns dos vários prêmios recebidos pelas histórias e personagens do Homem-Aranha ao longo dos anos:
- 1962 Alley Award: Melhor História Curta —"Origin of Spider-Man" by Stan Lee and Steve Ditko, Amazing Fantasy #15
- 1963 Alley Award: Melhor Comics: Título de aventura de heróis —The Amazing Spider-Man
- 1963 Alley Award: Top Herói — Homem-Aranha
- 1964 Alley Award: Melhor Comics de Aventura de Herói —The Amazing Spider-Man
- 1964 Alley Award: Melhor Comics Gigante —The Amazing Spider-Man Annual #1
- 1964 Alley Award: Melhor Herói — Homem-Aranha
- 1965 Alley Award: Melhor Comics de Aventura de Herói —The Amazing Spider-Man
- 1965 Alley Award: Melhor Herói — Homem-Aranha
- 1966 Alley Award: Melhor Revista Comics: Comics de Aventura com Personagem-Título —The Amazing Spider-Man
- 1966 Alley Award: Melhor História Longa — "How Green was My Goblin", de Stan Lee & John Romita, Sr., The Amazing Spider-Man #39
- 1967 Alley Award: Melhor Revista Comics: Comics de Aventura com Personagem-Título — The Amazing Spider-Man
- 1967 Enquete de Popularidade do Alley Award: Melhor Figurino e Poderes de Herói — Homem-Aranha
- 1967 Enquete de Popularidade do Alley Award: Melhor Personagem Masculino Normal Coadjuvante — J. Jonah Jameson, The Amazing Spider-Man
- 1967 Enquete de Popularidade do Alley Award: Melhor Personagem Feminina Normal Coadjuvante — Mary Jane Watson, The Amazing Spider-Man
- 1968 Enquete de Popularidade do Alley Award: Melhor Aventura de Herói —The Amazing Spider-Man
- 1968 Enquete de Popularidade do Alley Award: Melhor Personagem Coadjuvante — J.Jonah Jameson, The Amazing Spider-Man
- 1969 Enquete de Popularidade do Alley Award: Melhor Aventura de Herói — The Amazing Spider-Man
- 1997 Eisner Award: Melhor Artista/Pincéis/Artista de aluguel ou Equipe — 1997 Al Williamson, Melhor Artista de Aluguel: Untold Tales of Spider-Man #17-18
- 2002 Eisner Award: Melhor História em série — The Amazing Spider-Man Vol. 2, #30–35: "Coming Home", de J. Michael Straczynski, John Romita, Jr. e Scott Hanna

## Outras versões
Devido à popularidade do Homem-Aranha no universo principal da Marvel, os editores foram capazes de criar diferentes variações do Homem-Aranha fora dos quadrinhos mainstream, bem como reimaginar histórias em vários spin-offs multiversos como Ultimate Homem-Aranha, Homem-Aranha 2099, e Homem-Aranha: Índia. A Marvel também fez suas próprias paródias de Homem-Aranha em quadrinhos como Not Brand Echh, que foi publicado no final dos anos 1960 e contou com personagens como "Peter Pooper, o Spidey-Man", e "Peter Porker o Spider-Ham", que apareceu na década de 1980. O personagem também inspirou um número de derivados tal como uma versão mangá do Homem-Aranha desenhada pelo artista japonês Ryoichi Ikegami, assim como The Bug Boy de Hideshi Hino, que foi citado como inspirado pelo Homem-Aranha. A banda desenhada francesa, Télé-Junior, que publicou tiras baseadas em séries de TV populares, produziu aventuras originais do Homem-Aranha no final da década de 1970; os artistas que participaram deste projeto como Gérald Forton, mais tarde se mudaram para os EUA e trabalharam para Marvel.

## Em outras mídias
Homem-Aranha foi adaptado para desenhos animados, filmes, videogames, livros para colorir, romances, discos e livros infantis. Na televisão, estrelou pela primeira vez na série de animação da ABC, Spider-Man (1967-1970) e a série em live-action da CBS, The Amazing Spider-Man (1978-1979), estrelada por Nicholas Hammond. também aparece no filme 3 Dev Adam, um filme turco, onde ele é representado como um vilão. Outras séries de animação com o super-herói incluem: Spider-Man (1981), Spider-Man and His Amazing Friends (1981-1983), Spider-Man: The Animated Series (1994-1998), Spider-Man Unlimited (1999- 2000), Spider-Man: The New Animated Series (2003), The Spectacular Spider-Man (2008-2009), entre outros. Uma nova série animada intitulada Ultimate Spider-Man, protagonizada por Drake Bell, estreou no Disney XD em 1 de abril de 2012. Sendo substituída por Spider-Man em 2017
Uma série tokusatsu com Homem-Aranha foi produzida por Toei e exibida no Japão. É encontrada geralmente por sua pronunciação japonesa "Supaidā-Man". Homem-Aranha também apareceu em outras formas de imprensa além dos quadrinhos, incluindo romances, livros infantis e as tiras de jornais diárias, The Amazing Spider-Man, que estreou em janeiro de 1977, com as primeiras parcelas escritas por Stan Lee e desenhadas por John Romita, Sr. Homem-Aranha foi adaptado para outros meios de comunicação, incluindo jogos, brinquedos, colecionáveis, e apareceu como o personagem principal em vários jogos eletrônicos em mais de 15 plataformas. Homem-Aranha também foi destaque em uma trilogia de filmes em live-action de Sam Raimi e estrelada por Tobey Maguire como o super-herói título. O primeiro filme da trilogia, Homem-Aranha, foi lançado em 3 de maio de 2002; Sua sequência, Homem-Aranha 2 foi lançado em 30 de junho de 2004 e a sequência seguinte, Homem-Aranha 3, foi lançada em 4 de maio de 2007. Um quarto filme estava originalmente programado para ser lançado em 2011, mas a franquia foi reiniciada com novo diretor e elenco. A reinicialização, intitulada The Amazing Spider-Man, foi lançada em 3 de julho de 2012; dirigida por Marc Webb e estrelado por Andrew Garfield como o novo Homem-Aranha. Uma sequência intitulada The Amazing Spider-Man 2 foi lançada em 2 de maio de 2014. Mais recentemente, a Sony e a Disney fizeram um acordo para o Homem-Aranha aparecer no Universo Cinematográfico Marvel. Tom Holland fez sua estréia como Homem-Aranha no filme do UCM de 2016, Capitão América: Guerra Civil, antes de estrelar seu próprio filme, Spider-Man: Homecoming em 2017, dirigido por Jon Watts, em Avengers: Infinity War, em 26 de abril 2018, Homem-Aranha fez sua primeira aparição em um filme dos Vingadores, aparecendo também na sequência de Infinity War, Avengers: Endgame de 2019. Entre o final de dezembro de 2018 e janeiro de 2019, uma adaptação do arco "Spider-Verse", aos cinemas foi feita, Spider-Man: Into the Spider-Verse lançou em 2018, sendo o primeiro filme inteiramente feito de animação do personagem. Spider-Man: Homecoming teve sua sequência em 2019, Spider-Man: Far From Home. Em 2021, Spider-Man: Far From Home teve sua sequência, Spider-Man: No Way Home, onde trouxe o elenco antigo dos filmes do personagem de volta, como a volta de Tobey Maguire e Andrew Garfield como Peter Parker / Homem-Aranha. Além da presença de Willem Dafoe como Norman Osborn / Duende Verde, Alfred Molina como Dr. Otto Octavius / Doutor Octopus, Jamie Foxx como Max Dillon / Electro e J.K. Simmons como J. Jonah Jameson. Em 2023, a sequência de Spider-Man: Into the Spider-Verse foi lançada, Spider-Man: Across the Spider-Verse. A sequência sem título de Spider-Man: No Way Home está prevista para lançar em junho de 2026, enquanto Spider-Man: Beyond the Spider-Verse, a sequência de Spider-Man: Across the Spider-Verse, está prevista para lançar em 2027.
Um musical da Broadway, Spider-Man: Turn Off the Dark, começou as prévias em 14 de novembro de 2010 no Foxwoods Theatre da Broadway, com a noite de abertura oficial em 14 de junho de 2011 e ficou em cartaz até 4 de janeiro de 2014. As músicas e as letras foram escritas por Bono e The Edge do grupo de rock U2, com libreto de Julie Taymor, Glen Berger, Roberto Aguirre-Sacasa. Turn Off the Dark é atualmente o musical mais caro na história da Broadway, custando cerca de US $ 70 milhões. Além disso, os custos de funcionamento incomumente altos do musical foram relatados sendo $ 1.2 milhão aproximadamente por semana.
| Intérpretes do personagem no cinema | Intérpretes do personagem no cinema                                                                       | Intérpretes do personagem no cinema                                                                            | Intérpretes do personagem no cinema |
| --- | --- | --- | --- |
| | | | |
| Nicholas Hammond The Amazing Spider-Man (1977), The Amazing Spider-Man (1977) (Série de TV), Spider-Man Strikes Back (1978), Spider-Man: The Dragon's Challenge (1981) | Tobey Maguire Spider-Man (2002), Spider-Man 2 (2004), Spider-Man 3 (2007), Spider-Man: No Way Home (2021) | Andrew Garfield The Amazing Spider-Man (2012), The Amazing Spider-Man 2 (2014), Spider-Man: No Way Home (2021) | Captain America: Civil War (2016), Spider-Man: Homecoming (2017), Avengers: Infinity War (2018), Avengers: Endgame (2019), Spider-Man: Far From Home (2019), Spider-Man: No Way Home (2021 |

| Homem-Aranha no cinema              | Homem-Aranha no cinema | Homem-Aranha no cinema | Homem-Aranha no cinema |
| Filme                               | Lançamento             | Intérprete             | Notas |
| ----------------------------------- | ---------------------- | ---------------------- | --- |
| Spider-Man                          | 1977                   | Nicholas Hammond       | |
| Spider-Man                          | 1978                   | Shinji Todō            | Takuya Yamashiro é o Homem-Aranha ao invés de Peter Parker.                                                                  |
| Spider-Man Strikes Back             | 1978                   | Nicholas Hammond       | |
| Spider-Man: The Dragon's Challenge  | 1981                   | Nicholas Hammond       | |
| Spider-Man                          | 2002                   | Tobey Maguire          | |
| Spider-Man 2                        | 2004                   | Tobey Maguire          | |
| Spider-Man 3                        | 2007                   | Tobey Maguire          | |
| The Amazing Spider-Man              | 2012                   | Andrew Garfield        | |
| The Amazing Spider-Man 2            | 2014                   | Andrew Garfield        | |
| Captain America: Civil War          | 2016                   | Tom Holland            | Personagem secundário |
| Spider-Man: Homecoming              | 2017                   | Tom Holland            | |
| Avengers: Infinity War              | 2018                   | Tom Holland            | Personagem secundário |
| Spider-Man: Into the Spider-Verse   | 2018                   | Shameik Moore          | Jake Johnson, Hailee Steinfeld, John Mulaney, Kimiko Glenn e Nicolas Cage interpretam outras versões do personagem.          |
| Avengers: Endgame                   | 2019                   | Tom Holland            | Personagem secundário |
| Spider-Man: Far From Home           | 2019                   | Tom Holland            | |
| Spider-Man: No Way Home             | 2021                   | Tom Holland            | Participação especial de Andrew Garfield e Tobey Maguire.                                                                    |
| Spider-Man: Across the Spider-Verse | 2023                   | Shameik Moore          | Jake Johnson, Hailee Steinfeld, Oscar Isaac, Daniel Kaluuya, Karan Soni e Issa Rae interpretam outras versões do personagem. |
| Spider-Man: Brand New Day           | 2026                   | Tom Holland            | Ainda não lançado |
| Spider-Man: Beyond the Spider-Verse | 2027                   | Shameik Moore          | Ainda não lançado |